# Network 105
Network 105 est un réseau Packet radio, destiné aux radio-amateurs, qui opère en HF sur la fréquence de 14.105 MHz (Bande des 20 mètres).
En fonctionnement depuis 1986, il garde tout son intérêt technique car cette modulation permet des communications digitales, en AX.25 mais aussi en TCP/IP, sur des distances de centaines de kilomètres. La plupart des opérateurs se trouvent aux États-Unis et au Canada.